# Кульовий кран

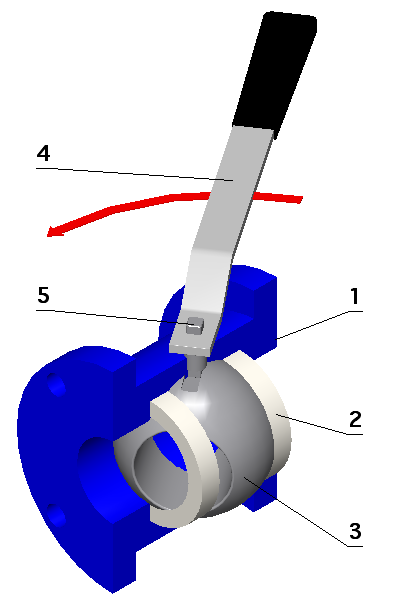
Загальний вигляд простого ручного кульового клапана.
1) Корпус клапана
2) Посадкове місце з ущільнювальним матеріалом у формі кілець
3) Затвор у вигляді кулі (сфери)
4) Ручка (важіль)
5) Поворотний вал клапана, що передає зусилля від важеля до запираючої кулі

Кульовий клапан, також кульовий кран, запірно-регулювальний клапан — поворотний запірно-регулювальний клапан, внутрішня запірна частина якого виконана у формі сфери (кулі) для керування потоком через нього. Сфера має наскрізний отвір (порт), який проходить через її середину. Коли отвір (порт, прохід) запираючої частини клапана знаходиться відповідно до поздовжнього отвору (проходу) корпусу клапана (тобто, отвір сфери і отвір корпусу клапана утворюють трубку), то, потік буде відбуватися. Коли клапан закритий, отвір запираючої частини клапана розташовується перпендикулярно до кінців клапана, і потік блокується. Ручка або важіль має мітку з позицією порта, дозволяючи «побачити» позиції запираючої частини клапана.
Кульовий клапан, разом з дросельним клапаном і конічним клапаном, є частиною сімейства клапанів на чверть обороту.
Кульові крани міцні і зазвичай працюють для досягнення досконалої запірності навіть після декількох років застосування. Тому вони є відмінним вибором для запірних додатків. Вони не забезпечують хороших регулювальних можливостей, проте, можуть бути використані для цієї мети.
Такі клапани через високу цілісність та простоту у використанні (закриття вимагають тільки 1/4 обороту) дуже широко використовуються в будівельній галузі і в промисловості з видобування нафти включно.

## Будова та експлуатація кульового клапана

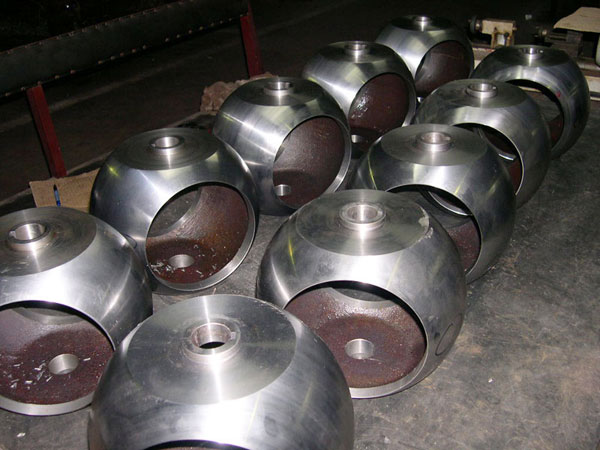
Запірна частина кульового клапана у формі сфери.

Опис будови кульового клапана на малюнку праворуч:

1) Корпус клапана;

2) Посадкове місце з ущільнювальним матеріалом у формі кілець;

3) Затвор у вигляді кулі;

4) Регулювальний важіль клапана;

5) Поворотний вал (шпиндель).

Для повного закриття або відкриття проходу досить повернути кулю на 90°, що відповідає повороту важеля на 1/4 обороту. Привід може бути зроблено ручним, і автоматичним: електричний або пневматичний.
Швидкі обороти кульового затвора (які й так здійснюються на чверть обороту) проводити не слід, так як раптове відкриття та закриття може призвести до гідравлічного удару, що може призвести до пошкодження задіяного обладнання.
Для великих діаметрів (наприклад, трубопровід) запірна куля спеціально виготовляється не зовсім сферичною, а злегка овальною. Це дозволяє високому тиску стискати кільце в місці ущільнення, тим самим покращуючи герметичність.

## Матеріали виробу

Схематичне зображення кульового клапана (ВВ) в розрізі:
червоним зображено важіль
зеленим — поворотний вал
фіолетовим — куля
рожевим — ущільнювальні кільця

Корпус кульового клапана може бути виготовлений з металу (бронза, латунь, силумін, і ін. сплавів), пластику або металеві з керамічним центром.
Кулі часто хромовані, щоб зробити її міцнішою; бувають також з нержавіючої сталі, бронзи, латуні, пластику.
Ущільнення в посадкові місця майже завжди виготовляють з PTFE, проте, залежно від вимог, існують різні типи ущільнювальних систем.
Поворотні вали виготовляють з латуні і ін..
Ущільнення поворотних валів виготовляють з синтетичної масло-бензостійкої гуми NRB тощо.
Перемикаючий важіль (ручка) може бути виготовлений з сталі і захищений від корозії (прогумований і оцинкований), або з литого алюмінію (пофарбований).
У випадках, більших за DN 100 використовується вставки черв'ячних передач, щоб зменшити зусилля відкривання і закривання.
Кульові клапани (крім спеціальних моделей) не мають функції самоочищення в місцях ущільнення. Стан ущільнення може погіршуватися, і затвердіти. Тому чистка кульового клапана без демонтажу на практиці неможлива.
В агресивних середовищах не надто жарких використовують кульові клапани із пластику, особливо PVC (ПВХ), а також з PP та PVDF.

## Застосування
Кульові клапани широко використовуються в промисловості, тому що вони дуже універсальні. Витримують тиск до 1000 бар і температуру до 250 °C (ці характеристики різняться в кожному окремому випадку в залежності від виробу і його типу. Тому при покупці слід звертати на це увагу). Розміри зазвичай знаходиться в межах від 0,2 до 11,81 дюйма (від 0,5 см до 30 см). Вони прості в ремонті та експлуатації.
Головне застосування:

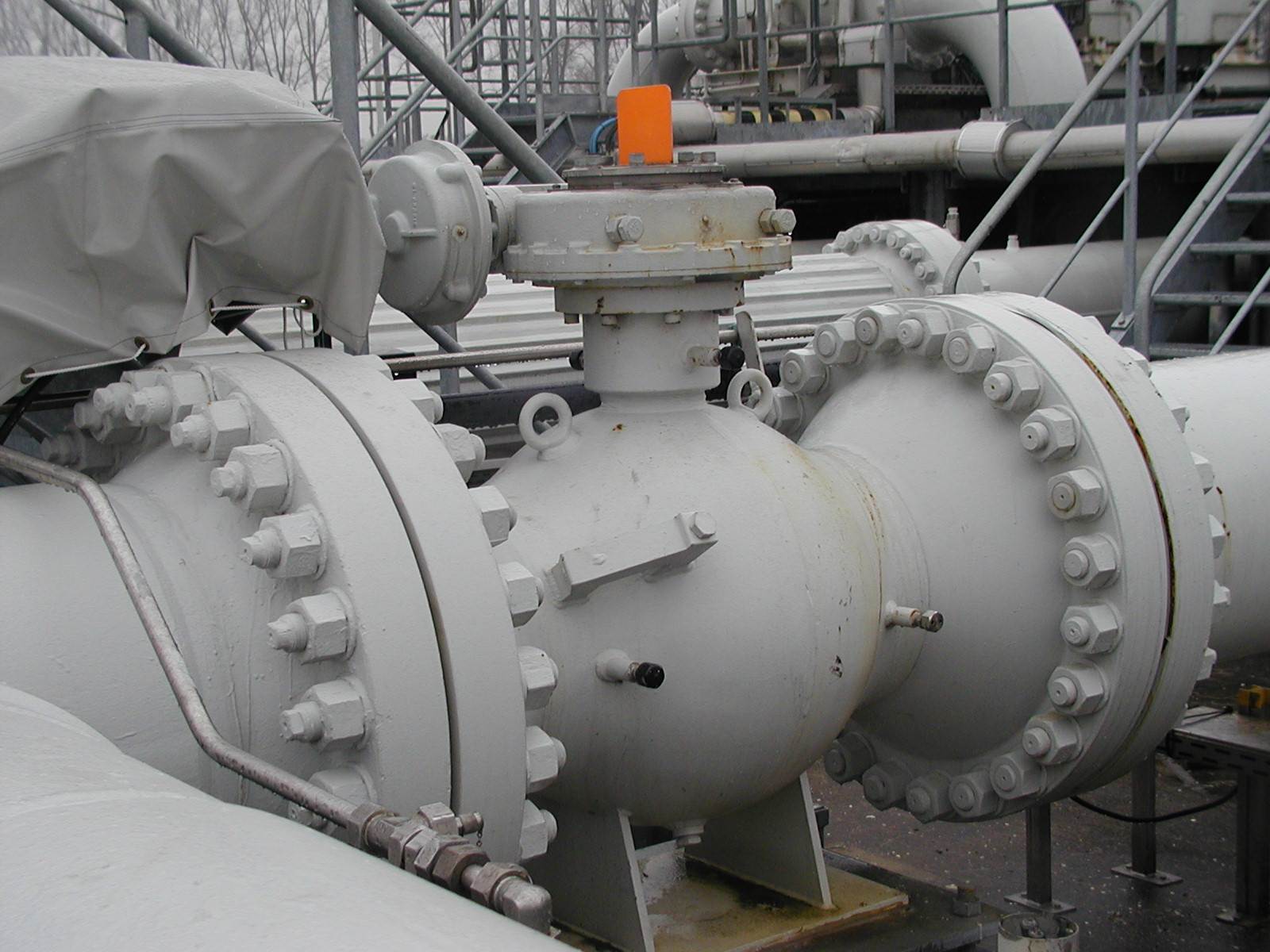
Кульовий клапан на німецькій компресорній станції (Жовтий хвостовик говорить про його закрите положення).

- відключення гарячої та холодної води;
- відсічення води в центральній системі опалення;
- газові затвори.

Промислове застосування:
- клапани в нафтопереробній галузі, хімічній та харчовій
- клапани для газопроводів
- Автоматичні запірні клапани
- Підводні арматури для видобутку нафти (так звані підводні клапани)

### Недоліки
До недоліків можна віднести:
- Надмірний знос ущільнювальних поверхонь
- Складна конструкція при великих розмірах (необхідна подвійна підтримка)
- умовно можливо використовувати в регулюванні тільки плавності потоку (не забезпечують хороших регулювальних можливостей)

## Типи кульових клапанів
Існують п'ять основних стилів корпусу кульових клапанів: суцільний корпус, корпус з трьох частин, спліт-корпус (розкол тіла), «top entry», і зварний.

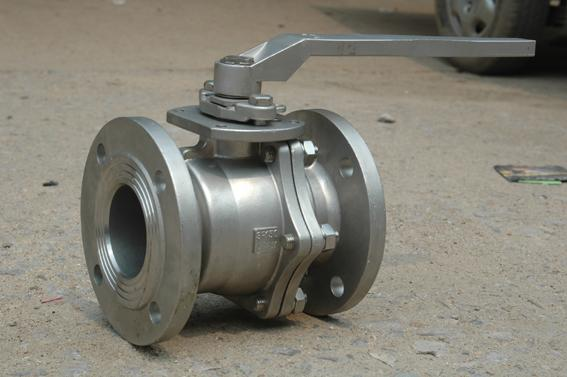
Дуплексний кульовий клапан (фланцевий)

Крім того, існують різні стилі, пов'язані з отвором кулі самого механізму:
- Повнопрохідний або кульовий повнопрохідний клапан — має дуже велику кулю через те, щоб отвір у кулі був такого ж розміру, як трубопровід. Це призводить до зниження втрат на тертя. Такі клапани мають досить низькі перепади тиску (звичайно, якщо клапан є повністю відкритим). Потік не обмежений, але клапан більших розмірів і дорожчий. Тому використовуються там, де потрібний вільний потік (наприклад, в трубопроводах).

- Неповнопрохідний кульовий клапан. Прохід в трубі з одного боку клапана є меншого розміру, ніж прохід у трубі з іншого боку клапана.

- V-подібний отвір кулі. Це дозволяє відкривати і закривати потік в більш контрольованій манері. Цей тип конструкції вимагає як правило, міцнішої конструкції за більш високих швидкостей рідини, які можуть пошкодити стандартний клапан.

Схеми підключення протоків трьоходовим кульовим клапаном:
Г-подібний — зображено з права,
Т-подібні — з лівої сторони

- Цапфи кульового клапана мають додаткові механічні кріплення кулі у верхній і нижній частині.

- Багато галузей промисловості стикається з проблемою із залишками в кульовому клапані. При закритті клапана, рідина призначена для споживання людиною, опиняється в закритій порожнині кульки клапана. За певний проміжок часу, рідина в цій кульці може зіпсуватись і утворені залишки можуть бути небезпечними для здоров'я. І, коли, знову подати нову порцію рідини, то при відкритті клапана, залишки з цієї порожнини або забруднена рідина, потраплять до свіжої рідини. Щоб уникнути потрапляння рідини з цієї порожнини, застосовують спеціальні конструкції кульки, отвір в яких з однієї сторони завжди трохи привідкритий. В такому випадку, не утворюється замкнена порожнина, а рідина або завжди перебуває в контакті із свіжою рідиною, або просто витікає з порожнини після перекриття клапана. Цей тип порожнини кульового клапана називають «Filler».

За способом кріплення до трубопроводу кульові клапани бувають з трубною циліндричною різьбою («муфтові різьбові») і фланцеві. Кульові клапани бувають кутові (для сан.вузла), з фільтром, з термометром.

## Триходовий кульовий кран
Окрім звичайних «двоходових» клапанів також існують триходові клапани, які мають три ходи. Отвір кулі в такому випадку має або Т-подібний або L-подібний нарям.
Різні комбінації протоку показані на малюнку. Клапан T може підключти будь-яку пару проходів, або всі три разом, а також може відключити всі три проходи. L-клапаном можна підключити центральний прохід до обидвох інших проходів, або відключити всі три. Він не може підключитися всі проходи разом.
Мульти-прохідні кульові клапани з 4-ма і більше проходами, також наявні у продажу.

## Спосіб монтажу
Кульові крани можуть монтуватися наступними способами:
- підземне встановлення;
- надземне встановлення.

При надземному встановленні кран не повинен нести навантаження від трубопроводу (вигин, кручення, стискання, розтяг). Навантаження від трубопроводу знімається спеціальними опорами або компенсаторами. При підземному встановленні безпосередньо під краном закладається бетонна подушка, що знімає навантаження як від трубопроводу, так і від просідання ґрунту. При підземному встановленні кран кульовий монтується під ковером.

## Галерея

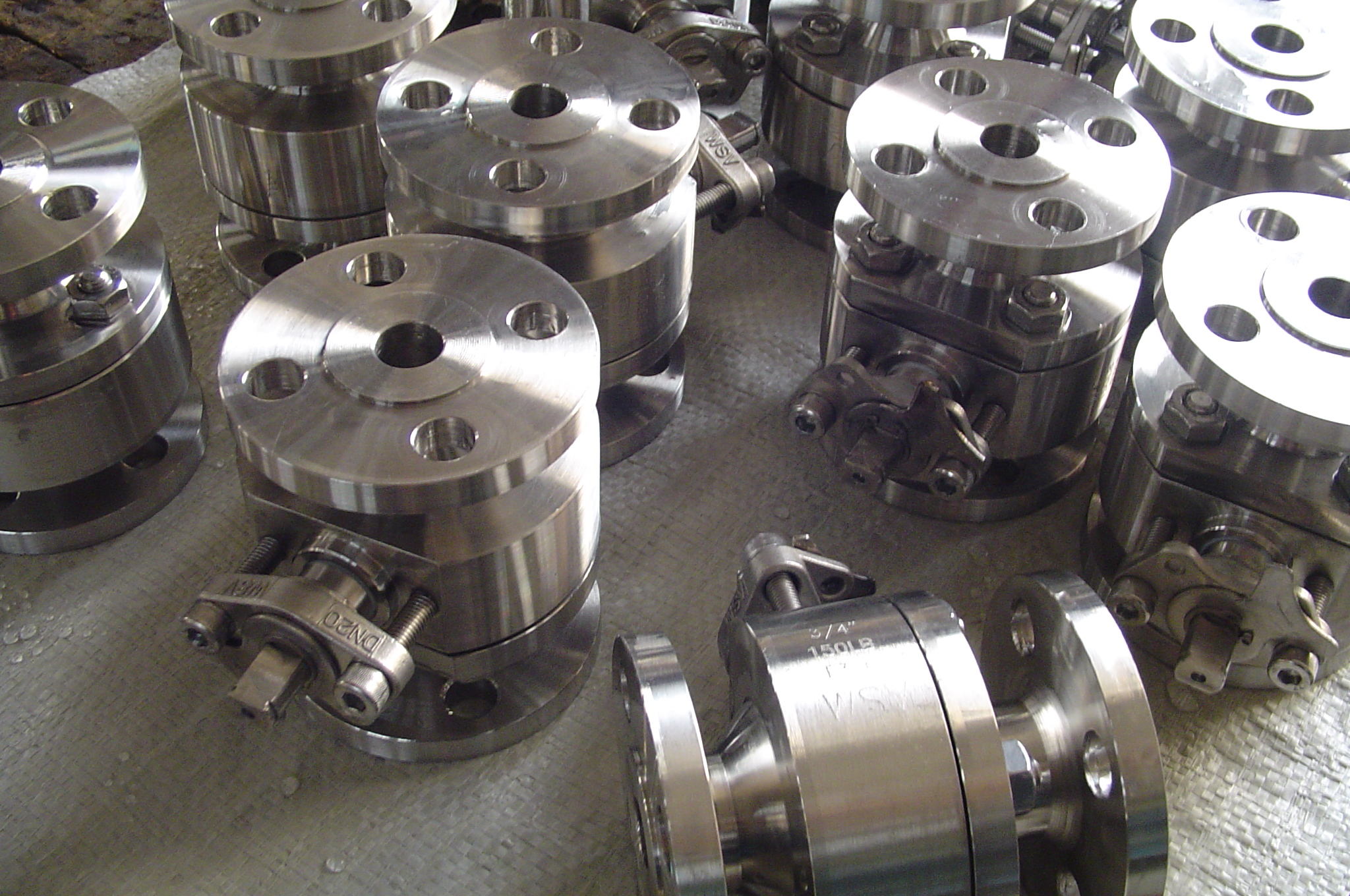
Кульові клапани супер дуплекс
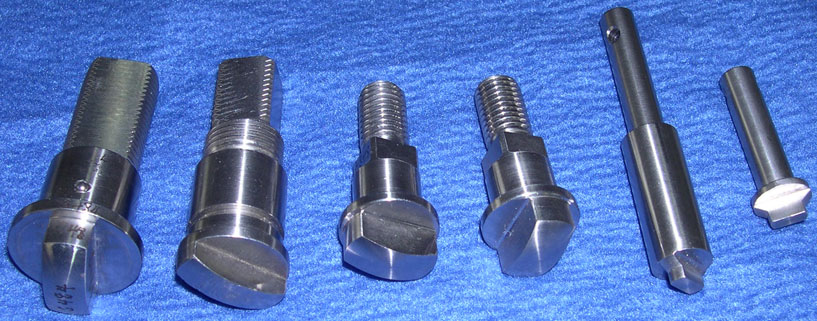
Гайки і болти для кульових клапанів типу "?"
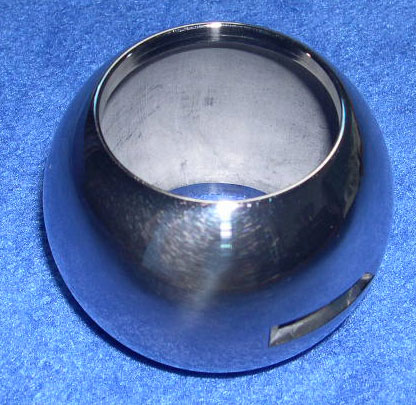
Сфера для титанового клапана
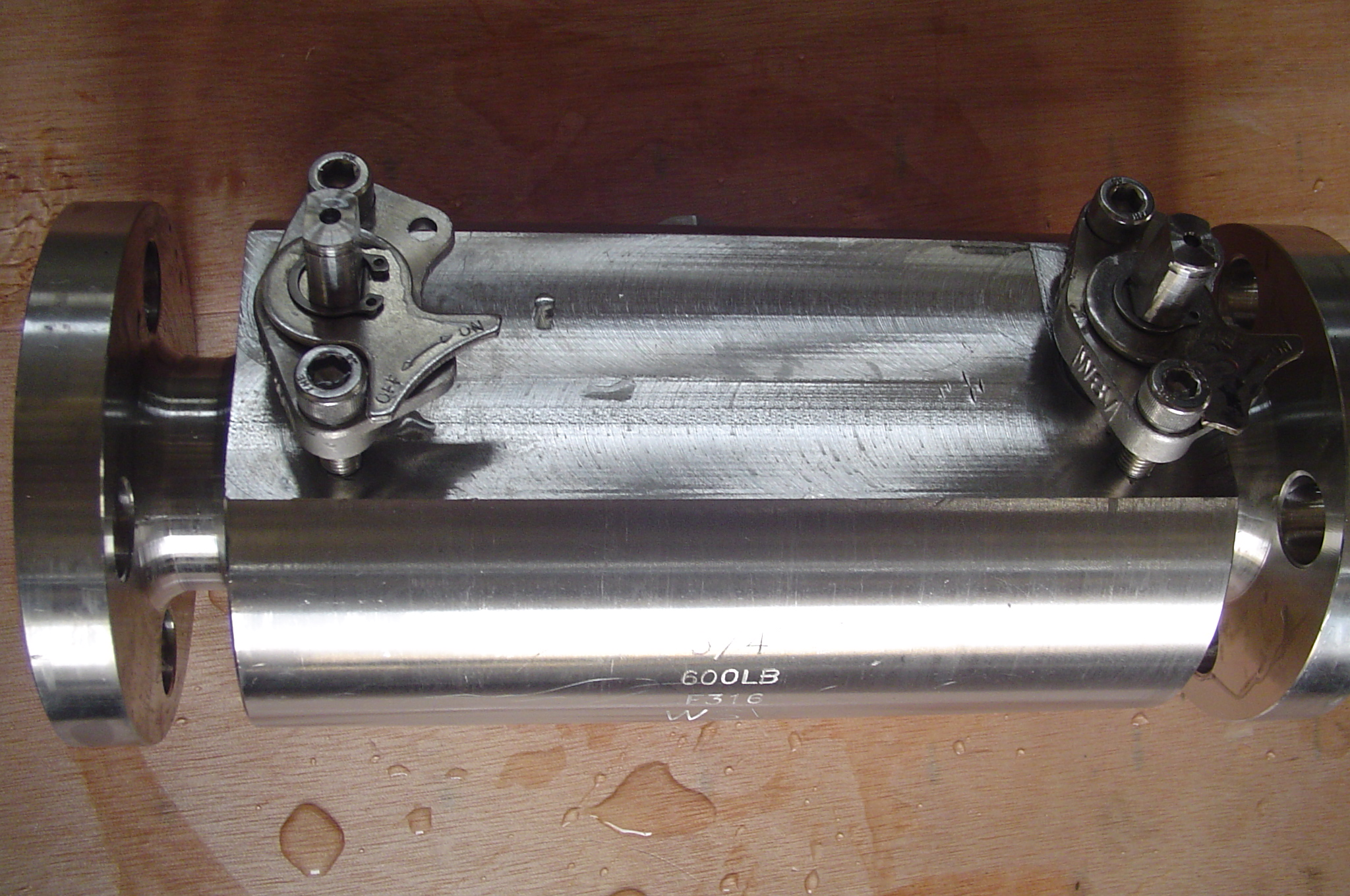
Подвійний блок з двома кульовими кранами
Набір різних кульових кранів